# هربرت بيتي
هربرت بيتي (بالإنجليزية: Herbert Beattie)‏ هو مغني وموسيقي ومغني أوبرا أمريكي، ولد في 23 أغسطس 1926 في شيكاغو في الولايات المتحدة.

## وصلات خارجية
- هربرت بيتي على موقع IMDb (الإنجليزية)
- هربرت بيتي على موقع ميوزك برينز (الإنجليزية)
- هربرت بيتي على موقع ديسكوغز (الإنجليزية)